# Hydrangea anomala
Hydrangea anomala là một loài thực vật có hoa trong họ Tú cầu. Loài này được D. Don mô tả khoa học đầu tiên năm 1825.

## Hình ảnh

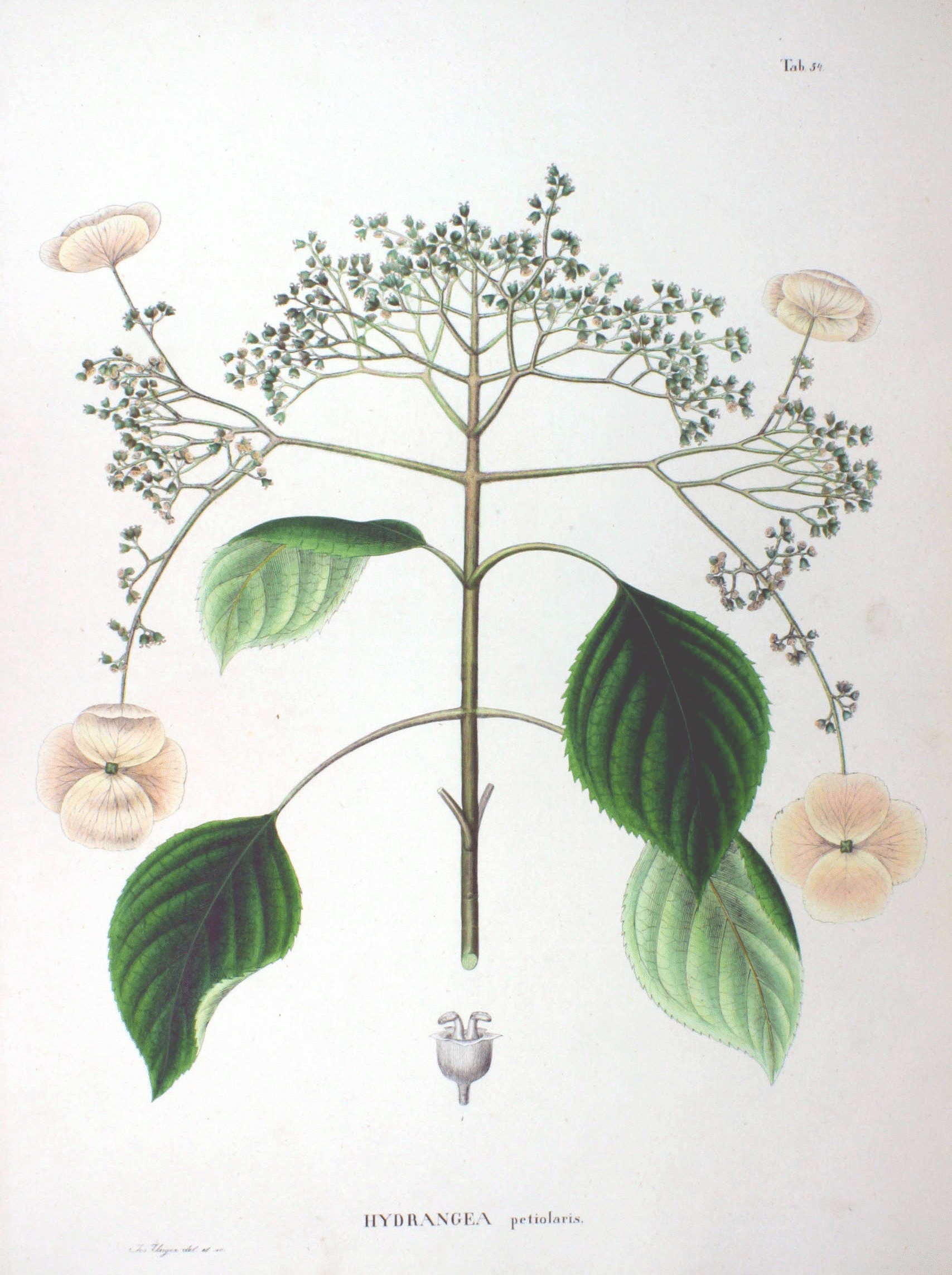
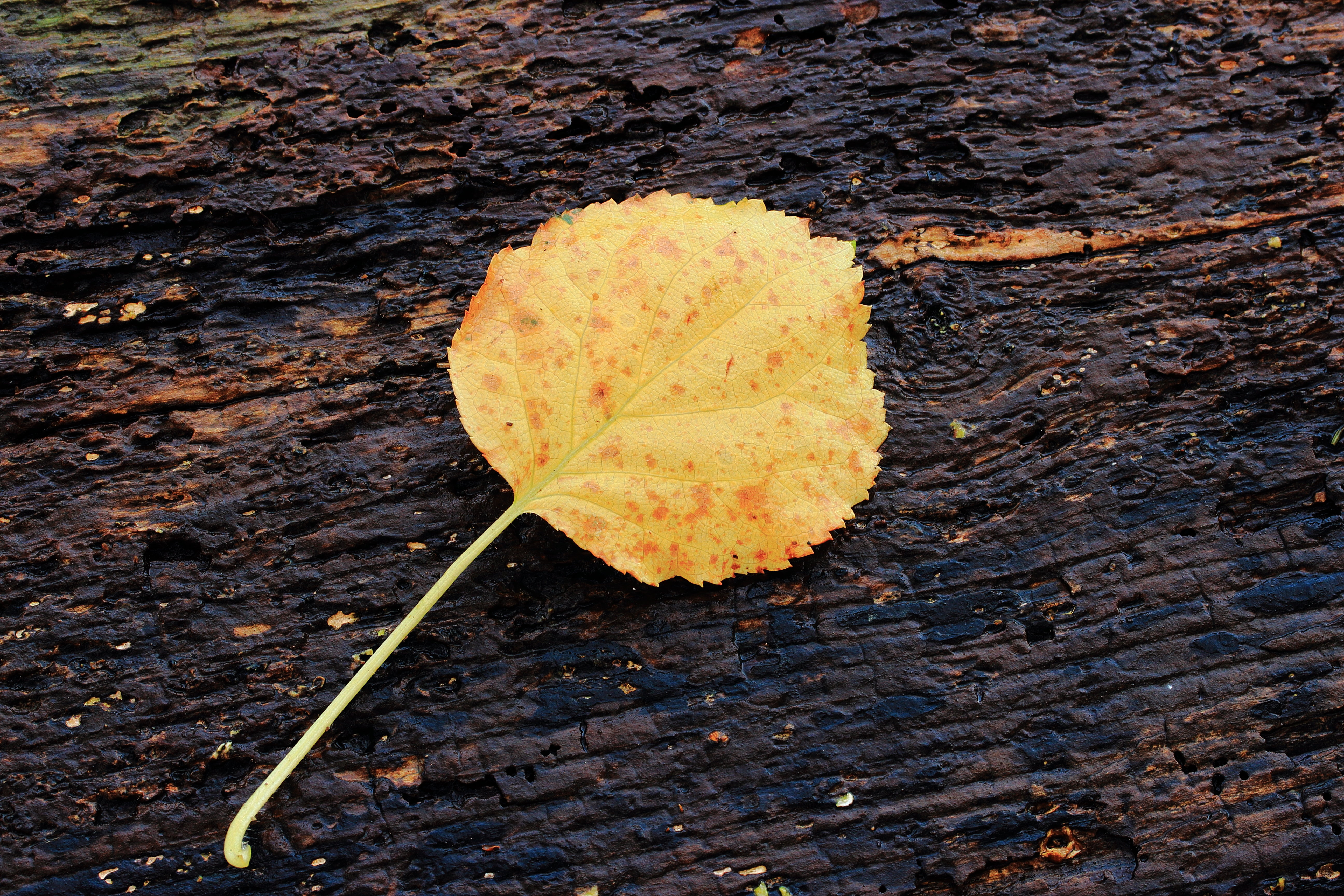
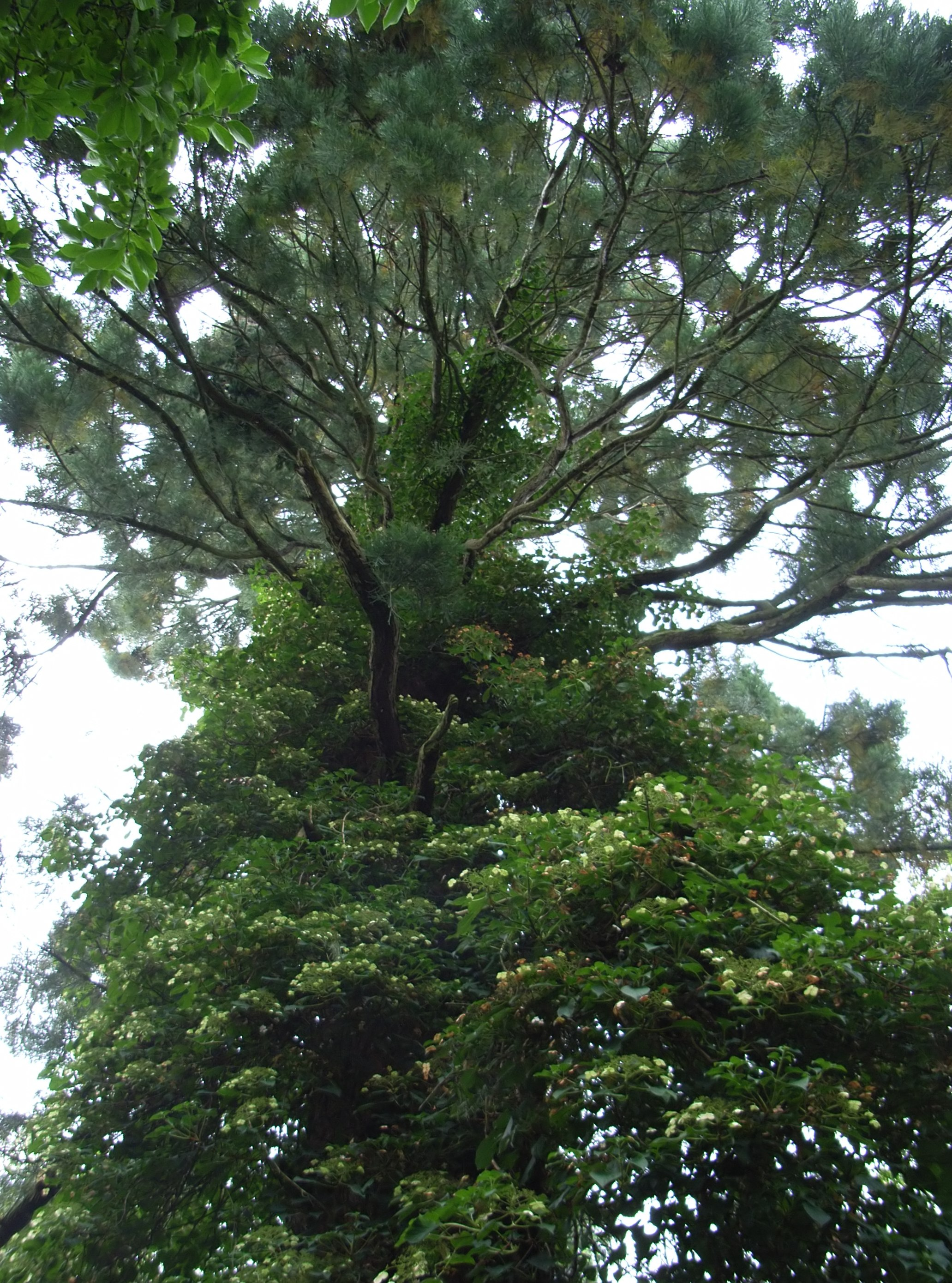
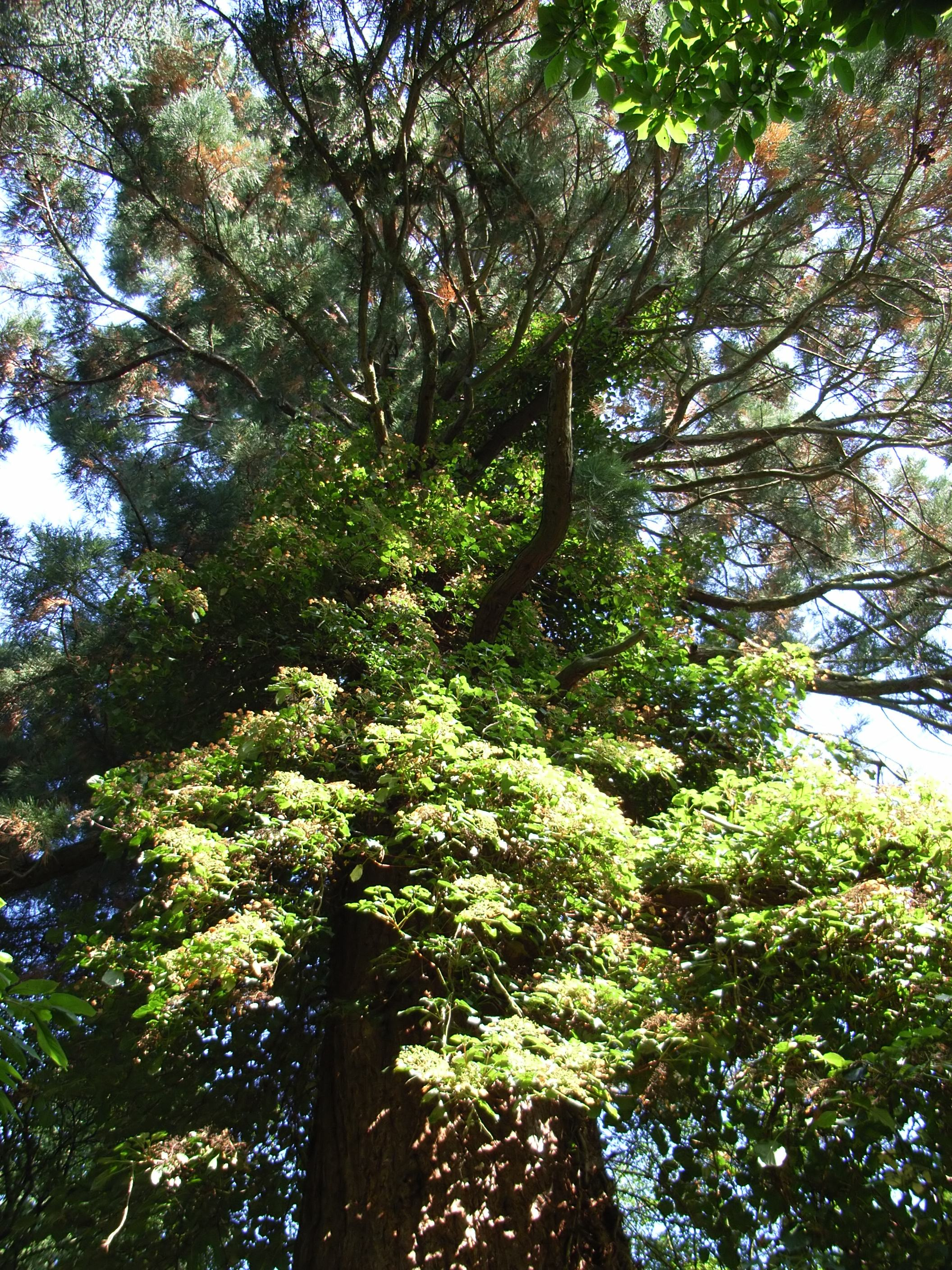